# کریس بوکر (بازیکن بسکتبال)
کریس بوکر (انگلیسی: Chris Booker؛ زادهٔ ۲۴ اکتبر ۱۹۸۱) بازیکن بسکتبال اهل ایالات متحده آمریکا است.
از باشگاه‌هایی که در آن بازی کرده‌است می‌توان به پانیونیس و باشگاه بسکتبال مردان فنرباغچه اشاره کرد.